# Kenia na Letnich Igrzyskach Olimpijskich 2020
Kenię na Letnich Igrzyskach Olimpijskich 2020 reprezentowało 85 zawodników: 36 mężczyzn i 49 kobiet. Był to 15 start reprezentacji Kenii na letnich igrzyskach olimpijskich.

## Zdobyte medale[3]
| Medal  | Zawodnik          | Dyscyplina    | Konkurencja                            | Rezultat | Data       |
| ------ | ----------------- | ------------- | -------------------------------------- | -------- | ---------- |
| Złoto  | Emmanuel Korir    | Lekkoatletyka | bieg na 800 m mężczyzn                 | 1:45,06  | 4 sierpnia |
| Złoto  | Faith Kipyegon    | Lekkoatletyka | bieg na 1500 m kobiet                  | 3:53,11  | 6 sierpnia |
| Złoto  | Peres Jechirchir  | Lekkoatletyka | maraton kobiet                         | 2:27:20  | 7 sierpnia |
| Złoto  | Eliud Kipchoge    | Lekkoatletyka | maraton mężczyzn                       | 2:08,38  | 8 sierpnia |
| Srebro | Hellen Obiri      | Lekkoatletyka | bieg na 5000 m kobiet                  | 14:38,36 | 2 sierpnia |
| Srebro | Ferguson Rotich   | Lekkoatletyka | bieg na 800 m mężczyzn                 | 1:45,23  | 4 sierpnia |
| Srebro | Brigid Kosgei     | Lekkoatletyka | maraton kobiet                         | 2:27:36  | 7 sierpnia |
| Srebro | Timothy Cheruiyot | Lekkoatletyka | bieg na 1500 m mężczyzn                | 3:29,01  | 7 sierpnia |
| Brąz   | Benjamin Kigen    | Lekkoatletyka | bieg na 3000 m z przeszkodami mężczyzn | 8:11,45  | 2 sierpnia |
| Brąz   | Hyvin Jepkemoi    | Lekkoatletyka | bieg na 3000 m z przeszkodami kobiet   | 9:05,39  | 4 sierpnia |

## Skład kadry

### Boks
| Zawodnik         | Konkurencja            | 1/16              | 1/8              | Ćwierćfinał      | Półfinał         | Finał            | Finał   | Źródło |
| Zawodnik         | Konkurencja            | Przeciwnik Wynik  | Przeciwnik Wynik | Przeciwnik Wynik | Przeciwnik Wynik | Przeciwnik Wynik | Miejsce | Źródło |
| ---------------- | ---------------------- | ----------------- | ---------------- | ---------------- | ---------------- | ---------------- | ------- | ------ |
| Nick Okoth       | waga piórkowa mężczyzn | Tsendbaatar P 2-3 | NQ               | NQ               | NQ               | NQ               | 17.     | [ 4 ]  |
| Elly Ochola      | waga ciężka mężczyzn   | Bye               | La Cruz P 0-5    | NQ               | NQ               | NQ               | 9.      | [ 5 ]  |
| Christine Ongare | waga musza kobiet      | Magno P 0-5       | NQ               | NQ               | NQ               | NQ               | 17.     | [ 6 ]  |
| Elizabeth Akinyi | waga półśrednia kobiet | Bye               | Panguana P RSC   | NQ               | NQ               | NQ               | 9.      | [ 7 ]  |

### Lekkoatletyka
Konkurencje biegowe
| Zawodnik             | Konkurencja               | Eliminacje | Eliminacje | Półfinał | Półfinał | Finał    | Finał   | Źródło |
| Zawodnik             | Konkurencja               | Wynik      | Miejsce    | Wynik    | Miejsce  | Wynik    | Miejsce | Źródło |
| -------------------- | ------------------------- | ---------- | ---------- | -------- | -------- | -------- | ------- | ------ |
| Mark Odhiambo        | 100 m (m)                 | DNS        | DNS        | DNS      | DNS      | DNS      | DNS     | [ 8 ]  |
| Emmanuel Korir       | 400 m (m)                 | DSQ        | DSQ        | NQ       | NQ       | NQ       | NQ      | [ 9 ]  |
| Ferguson Rotich      | 800 m (m)                 | 1:43,75    | 1.         | 1:44,04  | 1.       | 1:45,23  | srebro  | [ 10 ] |
| Michael Saruni       | 800 m (m)                 | 1:45,21    | 2.         | 1:44,55  | 6.       | NQ       | NQ      | [ 10 ] |
| Emmanuel Korir       | 800 m (m)                 | 1:45,33    | 1.         | 1:44,74  | 2.       | 1:45,06  | złoto   | [ 10 ] |
| Timothy Cheruiyot    | 1500 m (m)                | 3:36,01    | 2.         | 3:33,95  | 3.       | 3:29,01  | srebro  | [ 11 ] |
| Abel Kipsang         | 1500 m (m)                | 3:40,68    | 1.         | 3:31,65  | 1.       | 3:29,56  | 4.      | [ 11 ] |
| Charles Simotwo      | 1500 m (m)                | 3:27,26    | 10.        | 3:34,61  | 6.       | NQ       | NQ      | [ 11 ] |
| Nicholas Kimeli      | 5 000 m (m)               | 13:38,87   | 1.         | N/A      | N/A      | 12:59,17 | 4.      | [ 12 ] |
| Daniel Ebenyo        | 5 000 m (m)               | 13:41,64   | 10.        | N/A      | N/A      | NQ       | NQ      | [ 12 ] |
| Samuel Chebole       | 5 000 m (m)               | DNS        | DNS        | N/A      | N/A      | NQ       | NQ      | [ 12 ] |
| Rodgers Kwemoi       | 10 000 m (m)              | N/A        | N/A        | N/A      | N/A      | 27:50,06 | 7.      | [ 13 ] |
| Rhonex Kipruto       | 10 000 m (m)              | N/A        | N/A        | N/A      | N/A      | 27:52,78 | 9.      | [ 13 ] |
| Weldon Langat        | 10 000 m (m)              | N/A        | N/A        | N/A      | N/A      | 28:41,42 | 20.     | [ 13 ] |
| Benjamin Kigen       | 3000 m z przeszkodami (m) | 8:10,80    | 3.         | N/A      | N/A      | 8:11,45  | brąz    | [ 14 ] |
| Abraham Kibiwot      | 3000 m z przeszkodami (m) | 8:12,25    | 1.         | N/A      | N/A      | 8:19,41  | 10.     | [ 14 ] |
| Leonard Bett         | 3000 m z przeszkodami (m) | 8:19,62    | 5.         | N/A      | N/A      | NQ       | NQ      | [ 14 ] |
| Eliud Kipchoge       | maraton (m)               | N/A        | N/A        | N/A      | N/A      | 2:08:38  | złoto   | [ 15 ] |
| Lawrence Cherono     | maraton (m)               | N/A        | N/A        | N/A      | N/A      | 2:10:02  | 4.      | [ 15 ] |
| Amos Kipruto         | maraton (m)               | N/A        | N/A        | N/A      | N/A      | DNF      | DNF     | [ 15 ] |
| Hellen Syombua       | 400 m (k)                 | 52,70      | 5.         | NQ       | NQ       | NQ       | NQ      | [ 16 ] |
| Eunice Sum           | 800 m (k)                 | 2:03,00    | 6.         | NQ       | NQ       | NQ       | NQ      | [ 17 ] |
| Mary Moraa           | 800 m (k)                 | 2:01,66    | 3.         | 2:00,47  | 3.       | NQ       | NQ      | [ 17 ] |
| Emily Cherotich Tuei | 800 m (k)                 | 2:08,08    | 8.         | NQ       | NQ       | NQ       | NQ      | [ 17 ] |
| Winny Chebet         | 1500 m (k)                | 4:03,93    | 3.         | 4:11,62  | 13.      | NQ       | NQ      | [ 18 ] |
| Edinah Jebitok       | 1500 m (k)                | 4:10,72    | 12.        | 4:05,56  | 13.      | NQ       | NQ      | [ 18 ] |
| Faith Kipyegon       | 1500 m (k)                | 4:01,40    | 1.         | 3:56,80  | 1.       | 3:53,11  | złoto   | [ 18 ] |
| Agnes Tirop Chebet   | 5000 m (k)                | 14:48,01   | 2.         | N/A      | N/A      | 14:39,62 | 4.      | [ 19 ] |
| Lilian Rengeruk      | 5000 m (k)                | 14:50,36   | 5.         | N/A      | N/A      | 14:55,85 | 12.     | [ 19 ] |
| Hellen Obiri         | 5000 m (k)                | 14:55,77   | 2.         | N/A      | N/A      | 14:38,36 | srebro  | [ 19 ] |
| Hellen Obiri         | 10 000 m (k)              | N/A        | N/A        | N/A      | N/A      | 30:24,27 | 4.      | [ 20 ] |
| Irene Cheptai        | 10 000 m (k)              | N/A        | N/A        | N/A      | N/A      | 30:44,00 | 6.      | [ 20 ] |
| Sheila Chelangat     | 10 000 m (k)              | N/A        | N/A        | N/A      | N/A      | 31:48,23 | 16.     | [ 20 ] |
| Beatrice Chepkoech   | 3000 m z przeszkodami (k) | 9:19,82    | 3.         | N/A      | N/A      | 9:16,33  | 7.      | [ 21 ] |
| Purity Kirui         | 3000 m z przeszkodami (k) | 9:30,13    | 5.         | N/A      | N/A      | NQ       | NQ      | [ 21 ] |
| Hyvin Kiyeng         | 3000 m z przeszkodami (k) | 9:23,17    | 1.         | N/A      | N/A      | 9:05,39  | brąz    | [ 21 ] |
| Peres Jechirchir     | maraton (k)               | N/A        | N/A        | N/A      | N/A      | 2:27:20  | złoto   | [ 22 ] |
| Brigid Kosgei        | maraton (k)               | N/A        | N/A        | N/A      | N/A      | 2:27:36  | srebro  | [ 22 ] |
| Ruth Chepng'etich    | maraton (k)               | N/A        | N/A        | N/A      | N/A      | DNF      | DNF     | [ 22 ] |

Konkurencje techniczne
| Zawodnik    | Konkurencja        | Kwalifikacje | Kwalifikacje | Finał | Finał   | Źródło |
| Zawodnik    | Konkurencja        | Wynik        | Miejsce      | Wynik | Miejsce | Źródło |
| ----------- | ------------------ | ------------ | ------------ | ----- | ------- | ------ |
| Julius Yego | rzut oszczepem (m) | 77,34        | 24.          | NQ    | NQ      | [ 23 ] |
| Mathew Sawe | skok wzwyż (m)     | 2,17         | 30.          | NQ    | NQ      | [ 24 ] |

### Pływanie
| Zawodnik       | Konkurencja        | Eliminacje | Eliminacje | Półfinał | Półfinał | Finał | Finał   | Źródło |
| Zawodnik       | Konkurencja        | Czas       | Miejsce    | Czas     | Miejsce  | Czas  | Miejsce | Źródło |
| -------------- | ------------------ | ---------- | ---------- | -------- | -------- | ----- | ------- | ------ |
| Danilo Rosafio | 100 m dowolnym (m) | 52,54      | 56.        | NQ       | NQ       | NQ    | NQ      | [ 25 ] |
| Emily Muteti   | 50 m dowolnym (k)  | 26,31      | 43.        | NQ       | NQ       | NQ    | NQ      | [ 26 ] |

### Rugby 7
Turniej kobiet
- Reprezentacja kobiet

| - Philadelphia Olando - Sheila Chajira - Stellah Wafula - Christabel Lindo - Leah Wambui - Judith Auma - Vivian Akumu |  | - Sarah Oluche - Grace Adhiambo - Cynthia Atieno - Janet Okello - Sinaida Aura - Diana Awino |

| Drużyna | Konkurencja | Faza grupowa       | Faza grupowa                      | Faza grupowa         | Faza grupowa | Ćwierćfinały     | Półfinały        | Finał/Mecz 3.miejsce | Pozycja | Źródło        |
| Drużyna | Konkurencja | Przeciwnik Wynik   | Przeciwnik Wynik                  | Przeciwnik Wynik     | Pozycja      | Przeciwnik Wynik | Przeciwnik Wynik | Przeciwnik Wynik     | Pozycja | Źródło        |
| ------- | ----------- | ------------------ | --------------------------------- | -------------------- | ------------ | ---------------- | ---------------- | -------------------- | ------- | ------------- |
| Kenia   | kobiety     | Nowa Zelandia 7:29 | Rosyjski Komitet Olimpijski 12:35 | Wielka Brytania 0:31 | 4.           | N/A              | Japonia 21:17    | Kanada 10:24         | 10.     | [ 27 ] [ 28 ] |

Turniej mężczyzn
Reprezentacja mężczyzn
| - Andrew Amonde - Alvin Otieno - Vincent Onyala - Herman Humwa - Collins Injera - Daniel Taabu - Billy Odhiambo |  | - Willy Ambaka - Johnstone Olindi - Eden Agero - Jeffrey Oluoch - Nelson Oyoo - Jacob Ojee |

| Drużyna | Konkurencja | Faza grupowa            | Faza grupowa           | Faza grupowa     | Faza grupowa | Ćwierćfinały     | Półfinały        | Finał/Mecz 3.miejsce | Pozycja | Źródło        |
| Drużyna | Konkurencja | Przeciwnik Wynik        | Przeciwnik Wynik       | Przeciwnik Wynik | Pozycja      | Przeciwnik Wynik | Przeciwnik Wynik | Przeciwnik Wynik     | Pozycja | Źródło        |
| ------- | ----------- | ----------------------- | ---------------------- | ---------------- | ------------ | ---------------- | ---------------- | -------------------- | ------- | ------------- |
| Kenia   | mężczyźni   | Stany Zjednoczone 14:19 | Południowa Afryka 5:14 | Irlandia 7:12    | 4.           | N/A              | Japonia 21:7     | Irlandia 22:0        | 9.      | [ 29 ] [ 30 ] |

### Siatkówka
- Reprezentacja kobiet

| - Jane Wairimu - Leonida Kasaya - Sharon Chepchumba - Joy Lusenaka - Noel Murambi - Gladys Ekaru |  | - Lorine Chebet - Mercy Moim - Pamela Jepkirui - Agripina Kundu - Emmaculate Chemtai - Edith Mukuvilani |

| Drużyna | Konkurencja    | Faza grupowa     | Faza grupowa           | Faza grupowa     | Faza grupowa     | Faza grupowa     | Faza grupowa | Ćwierćfinały     | Półfinały        | Finał            | Pozycja | Źródło |
| Drużyna | Konkurencja    | Przeciwnik Wynik | Przeciwnik Wynik       | Przeciwnik Wynik | Przeciwnik Wynik | Przeciwnik Wynik | Pozycja      | Przeciwnik Wynik | Przeciwnik Wynik | Przeciwnik Wynik | Pozycja | Źródło |
| ------- | -------------- | ---------------- | ---------------------- | ---------------- | ---------------- | ---------------- | ------------ | ---------------- | ---------------- | ---------------- | ------- | ------ |
| Kenia   | turniej kobiet | Japonia P 0:3    | Korea Południowa P 0:3 | Serbia P 0:3     | Dominikana P 0:3 | Brazylia P 0:3   | 6.           | NQ               | NQ               | NQ               | 11.     | [ 31 ] |

#### Siatkówka plażowa
| Zawodnik                              | Konkurencja | Faza grupowa                       | Faza grupowa                   | Faza grupowa                          | Pozycja | Plat-off         | 1/8              | Ćwierćfinały     | Półfinały        | Finał            | Finał   | Źródło |
| Zawodnik                              | Konkurencja | Przeciwnik Wynik                   | Przeciwnik Wynik               | Przeciwnik Wynik                      | Pozycja | Przeciwnik Wynik | Przeciwnik Wynik | Przeciwnik Wynik | Przeciwnik Wynik | Przeciwnik Wynik | Pozycja | Źródło |
| ------------------------------------- | ----------- | ---------------------------------- | ------------------------------ | ------------------------------------- | ------- | ---------------- | ---------------- | ---------------- | ---------------- | ---------------- | ------- | ------ |
| Gaudencia Makokha Brackcides Khadambi | kobiet      | Ramos Cavalcante 0:2 (15:21, 9:21) | Claes Sponcil 0:2 (8:21, 6:21) | Graudiņa Kravčenoka 0:2 (6:21, 14:21) | 4.      | NQ               | NQ               | NQ               | NQ               | NQ               | 19.     | [ 32 ] |

### Taekwondo
| Zawodnik     | Konkurencja   | 1/8              | Ćwierćfinał      | Półfinał         | Repesaż          | Finał/3.miejsce  | Finał/3.miejsce | Źródło |
| Zawodnik     | Konkurencja   | Przeciwnik Wynik | Przeciwnik Wynik | Przeciwnik Wynik | Przeciwnik Wynik | Przeciwnik Wynik | Pozycja         | Źródło |
| ------------ | ------------- | ---------------- | ---------------- | ---------------- | ---------------- | ---------------- | --------------- | ------ |
| Faith Ogallo | +67 kg kobiet | Mandić P 0-13    | NQ               | NQ               | Kowalczuk P 7-15 | NQ               | 7.              | [ 33 ] |